# U-56 (1937)
U-56 – niemiecki okręt podwodny (U-Boot) typu II C z okresu II wojny światowej. Okręt wszedł do służby w 1938.

## Historia
Okręt został zwodowany 21 września 1937, odbiór techniczny nastąpił 26 listopada 1938.
Początkowo służył w 5. Flotylli jako jednostka treningowa (od 26 listopada 1938 do 31 grudnia 1939). Gdy flotylla została rozwiązana, okręt przeniesiono do 1. Flotylli, gdzie służył od 1 stycznia do 31 października 1940 jako jednostka bojowa. 1 listopada 1940 U-56 został przeniesiony do 24. Flotylli i od tej pory do końca służby był wykorzystywany jako okręt treningowy. Następnie służył w 22. Flotylli (19 grudnia 1940 – 30 czerwca 1944) i w 19. Flotylli (1 lipca 1944 – 28 kwietnia 1945). Został zatopiony przez brytyjskie samoloty 28 kwietnia 1945 w Kilonii.
Okręt odbył 12 patroli, zatopił trzy statki o łącznej pojemności 8.860 BRT, okręt pomocniczy – AMC HMS "Transylvania" (16.923 BRT), dodatkowo uszkodził jeden statek (3.829 BRT).

## Dowódcy U-56
- Oblt. Wilhelm Zahn (26 listopada 1938 – 21 stycznia 1940)
- Kptlt. Otto Harms (22 stycznia 1940 – 13 października 1940)
- Kptlt. Werner Pfeifer (14 października 1940 – 21 kwietnia 1941)
- Kptlt. Wolfgang Römer (22 kwietnia 1941 – 19 stycznia 1942)
- Oblt. Günther-Paul Grave (20 stycznia 1942 – 14 listopada 1942)
- Oblt. Hugo Deiring (15 listopada 1942 – 27 lutego 1944)
- Kptlt. Werner Sausmikna (28 lutego 1944 – 30 czerwca 1944)
- Lt. zur See Heinrich Miede (1 lipca 1944 – 22 lutego 1945)
- Oblt. Joachim Sauerbier (23 lutego 1945 – 28 kwietnia 1945)